# Стамен
Стамен (или Дитамен) — македонский сатрап Вавилонии, занимавший этот пост в двадцатых годах IV века до н. э.

## Биография
В 328 году до н. э. скончался наместник Вавилонии Мазей. Александр Македонский, находившийся с армией в Средней Азии и возвратившийся к делам управления империей после гибели Спитамена, назначил на освободившуюся должность Стамена. 
Точное время правления Стамена неизвестно, но, по мнению А. Б. Босворта, ещё при жизни Александра это место получил Архон, подтвердивший свой статус при разделе сатрапий в 323 году до н. э. после смерти царя. Возможно, реорганизация гражданского и военного управления Вавилонией, когда обе функции были переданы в одни руки, оказалась проведённой именно при Стамене. Ранее сатрап назначался из персов, а стратег — из македонян.